# Покровская церковь (Огниково)

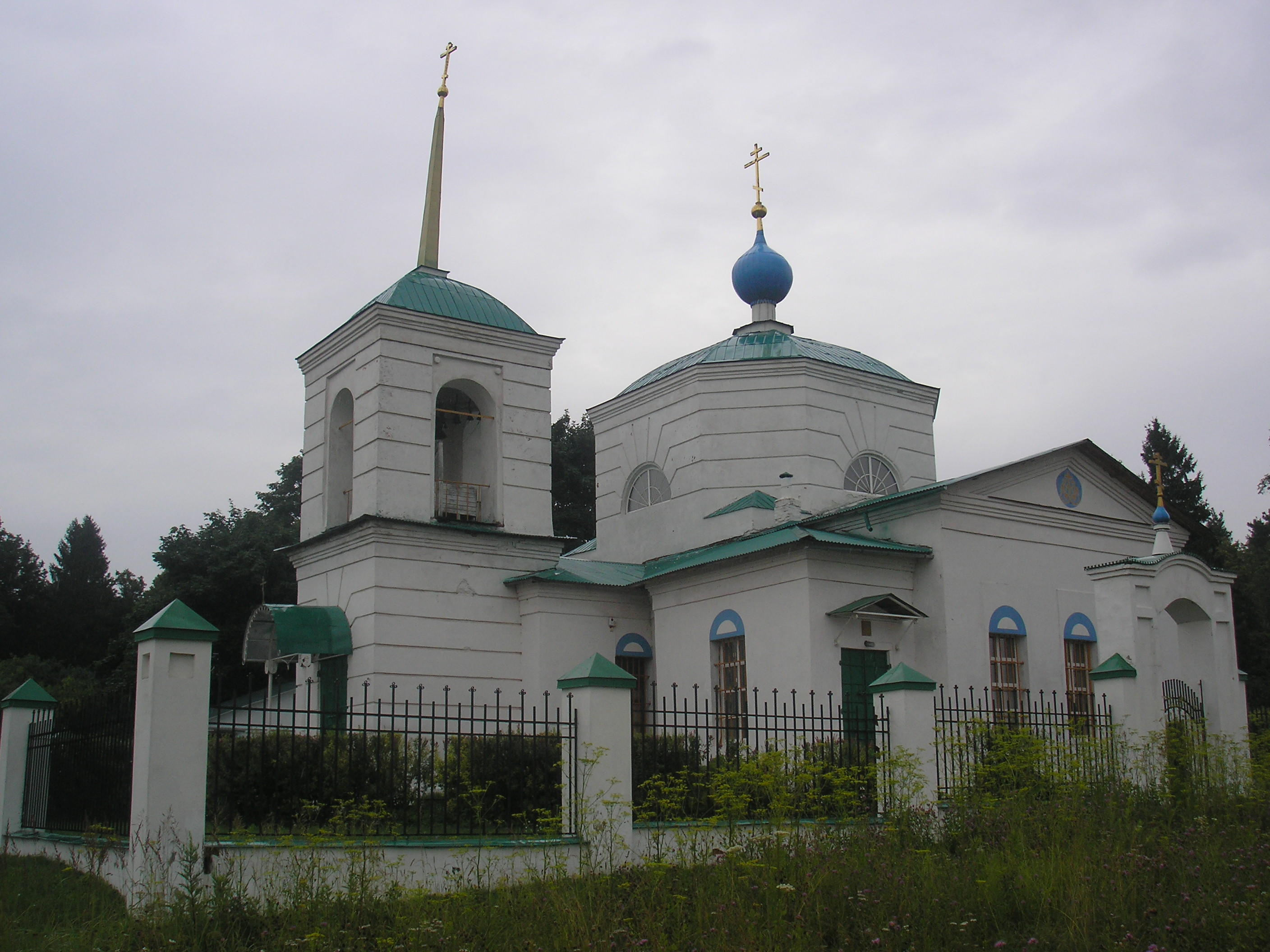

Церковь Покрова Пресвятой Богородицы — православный храм Истринского благочиния Московской епархии, расположенный в деревне Огниково Истринского района Московской области. Современное здание построено в 1809 году владелицей усадьбы Огниково-Покровское Марией Ивановной Лобановой-Ростовской.
В известном с XVI века селе Вогнениково, Вогниково тож издавна существовала церковь Покрова Пресвятой Богородицы с приделом Серия Чудотворца, уничтоженная в начале XVII века. В писцовых книгах Дмитровского уезда за 1627 год упоминается, принадлежавшее Троице-Сергиеву монастырю, место церковное, что был храм Покрова Пресвятыя Богородицы, да в пределе Сергия Чудотворца — пустошь, оставшаяся после Смутного времени. В 1651 году село досталось дьяку Захару Силину, который построил деревянную церковь прежнего посвящения — Покрова Пресвятой Богородицы с приделами Иоанна Богослова и Сергия Радонежского.
В 1787 году тогдашняя владелица имения Екатерина Петровна Толстая получает разрешение Духовной Консистории на постройку каменной церкви взамен обветшавшей деревянной, но, по неясной причине, не сделала этого. В начале XIX века новые владельцы усадьбы — князья Лобановы-Ростовские, стараниями Марии Ивановны, начинают строительство, завершённое в 1809 году.
Перед Великой Отечественной войной настоятель, священник Евлампий, умер, вместо него власти не позволили назначить нового и храм был закрыт. В войну не пострадал, стоял запущен, в 1970-е годы в здании пытались устроить бар, затем библиотеку — всё закончилось на стадии решения. В 1990 году в посёлке создана православная община, в 1995 году Митрополит Крутицкий и Коломенский Ювеналий назначил в храм настоятеля — это считается годом возрождения церкви.